# Kaniama (territoire)
Pour l’article homonyme, voir Kaniama.
Le territoire de Kaniama  est une entité déconcentrée de la province du Haut-Lomami en République Démocratique du Congo. 

## Géographie
Il s'étend sur le nord-ouest de la province. La localité est située sur la route nationale 1 à 205 km au nord-ouest du chef-lieu provincial Kamina.Kaniama 

## Commune
Le territoire compte une commune rurale de moins de 80 000 électeurs.
- Kanyama, (7 conseillers municipaux)

## Chefferie
Le territoire est constitué d'une chefferie divisée en 15 groupements. :
- Chefferie Mutombo-Mukulu.

## Population et langues
La langue majoritaire est le Kiluba de Mutombo Mukulu dite KI-MUTOMBO MUKULU